# Şaziye İvegin
Şaziye İvegin (8 de fevereiro de 1982) é uma basquetebolista profissional turca.

## Carreira
Şaziye İvegin integrou a Seleção Turca de Basquetebol Feminino, em Londres 2012 e Rio 2016.